# 赫布罗斯谷
赫布罗斯谷（Hebrus Valles）是火星阿蒙蒂斯区内位于北纬 20.2° 、西经 233.4°处一系列古老的沟槽和谷地，该系统全长 317 公里，其名称取自巴尔干半岛一条河流名，该河流流经今天的保加利亚、希腊和土耳其。部分研究人员已将赫布罗斯谷确定为溢出河道，但其起源和地质史仍不清楚。
赫布罗斯谷分布有支流、阶坡和泪滴状岛屿，这些特征都符合流体流动侵蚀的迹象，但可能，也许不能支持将此特征鉴定为由一次洪灾泛滥而冲刷形成（就如术语溢出河道所暗示那样）。

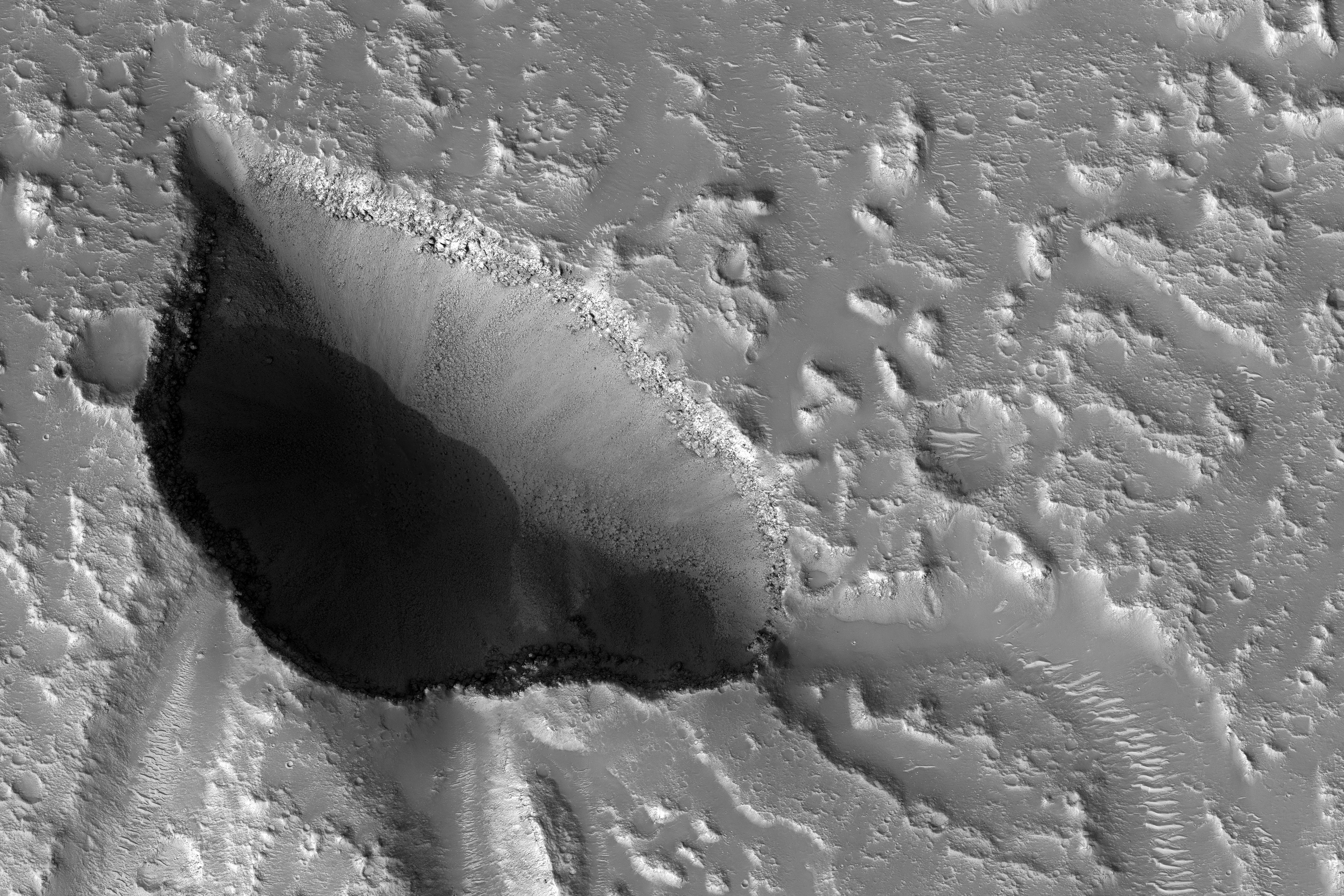
赫布罗斯谷
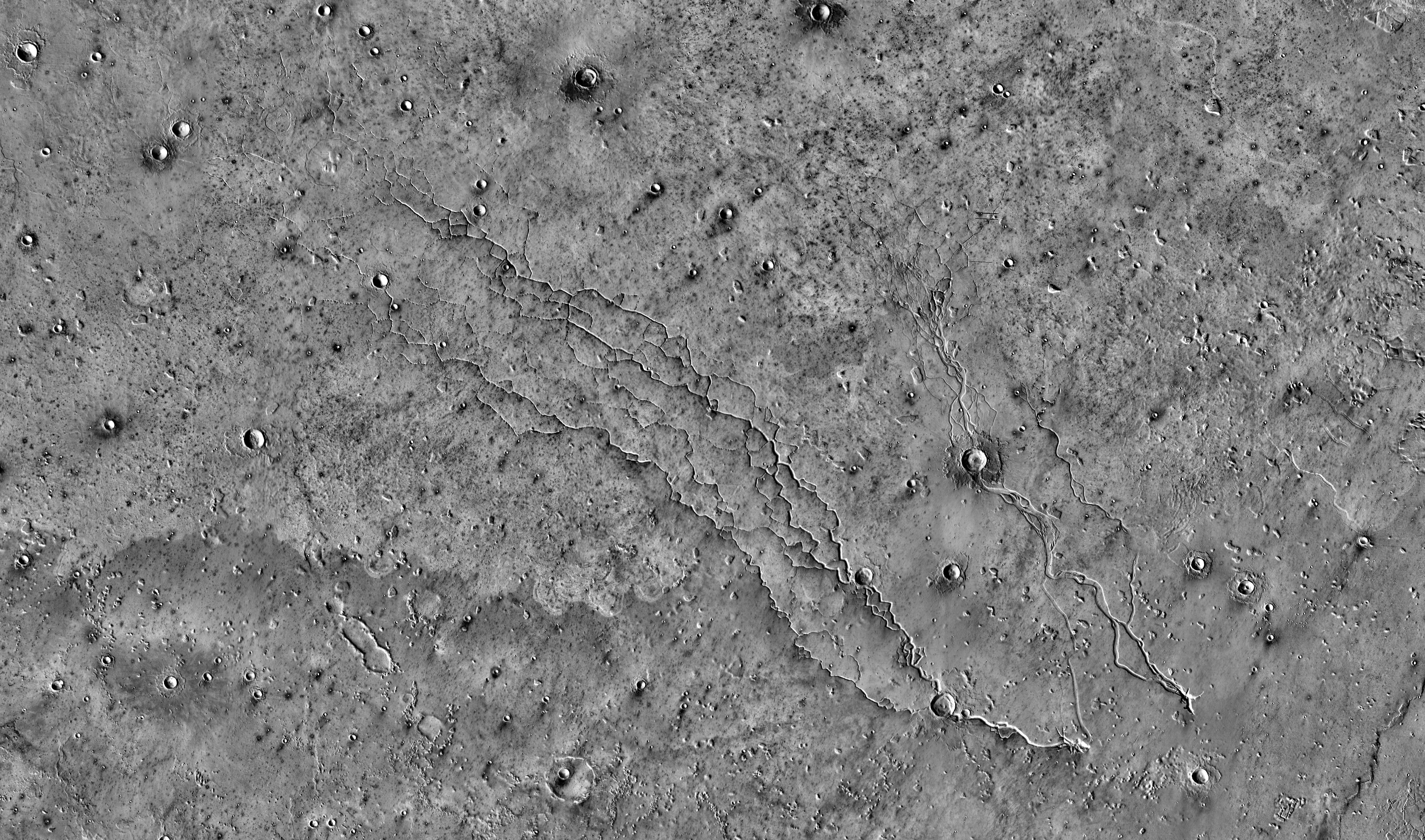
热辐射成像系统显示的部分赫布罗斯谷。

## 另请参阅
- 火星地质
- 溢出河道